# Neoclytus ictericus
Neoclytus ictericus là một loài bọ cánh cứng trong họ Cerambycidae.